# Кока (сообщество)
Кока (исп. Comunidad de Villa y Tierra de Coca, Cuadrilla de Nuestra Señora de Nequillán) — историческая область и сообщество муниципалитетов в Испании, находится на западе провинции Сеговия.

## История
Сообщество возникло во время Реконкисты в конце XI — начале XII века с центром в Коке и включало тринадцать деревень и мест. В XIII веке входило восемнадцать (по другим данным семнадцать) поселений, но в итоге одиннадцать из них обезлюдели, сохранились названия лишь семи исчезнувших.
В 1232 году за участие в боях против арабов король Фернандо III даровал сообществу Королевскую хартию, предоставившую права и свободы.
В XVII веке население сильно сократилось, в это время исчезло четыре города. Некоторые исследовали считают 1623 годом создания сообщества, когда были приняты многочисленные документы по управлению и использованию территории. В 1773 году Сантиусте-де-Кока и Нава-де-Кока стали независимыми от сообщества и сменили названия на Сантьюсте-де-Сан-Хуан-Баутиста и Нава-де-ла-Асунсьон, но сохранили обязательства перед сообществом в отношении общих пастбищ.
В 1827 году все сообщества королевским указом были распущены. Тем не менее в ограниченном виде сообщество Кока продолжило существовать: например, для совместного управления сосновыми лесами и объединения муниципалитетов для текущих проектов.

## Муниципалитеты
В его состав входят десять поселений: 
1. Вильегильо
2. Кока
  - Бернуи-де-Кока[исп.] (в составе Кока)
  - Вильягонсало-де-Кока[исп.] (в составе Кока)
3. Нава-де-ла-Асунсьон
  - Моралеха-де-Кока[исп.] (в составе Нава-де-ла-Асунсьон)
4. Навас-де-Оро
5. Сантьюсте-де-Сан-Хуан-Баутиста
  - Сируелос-де-Кока[исп.] (в составе Сантьюсте-де-Сан-Хуан-Баутиста)
6. Фуэнте-де-Санта-Крус